# Bruce Sterling

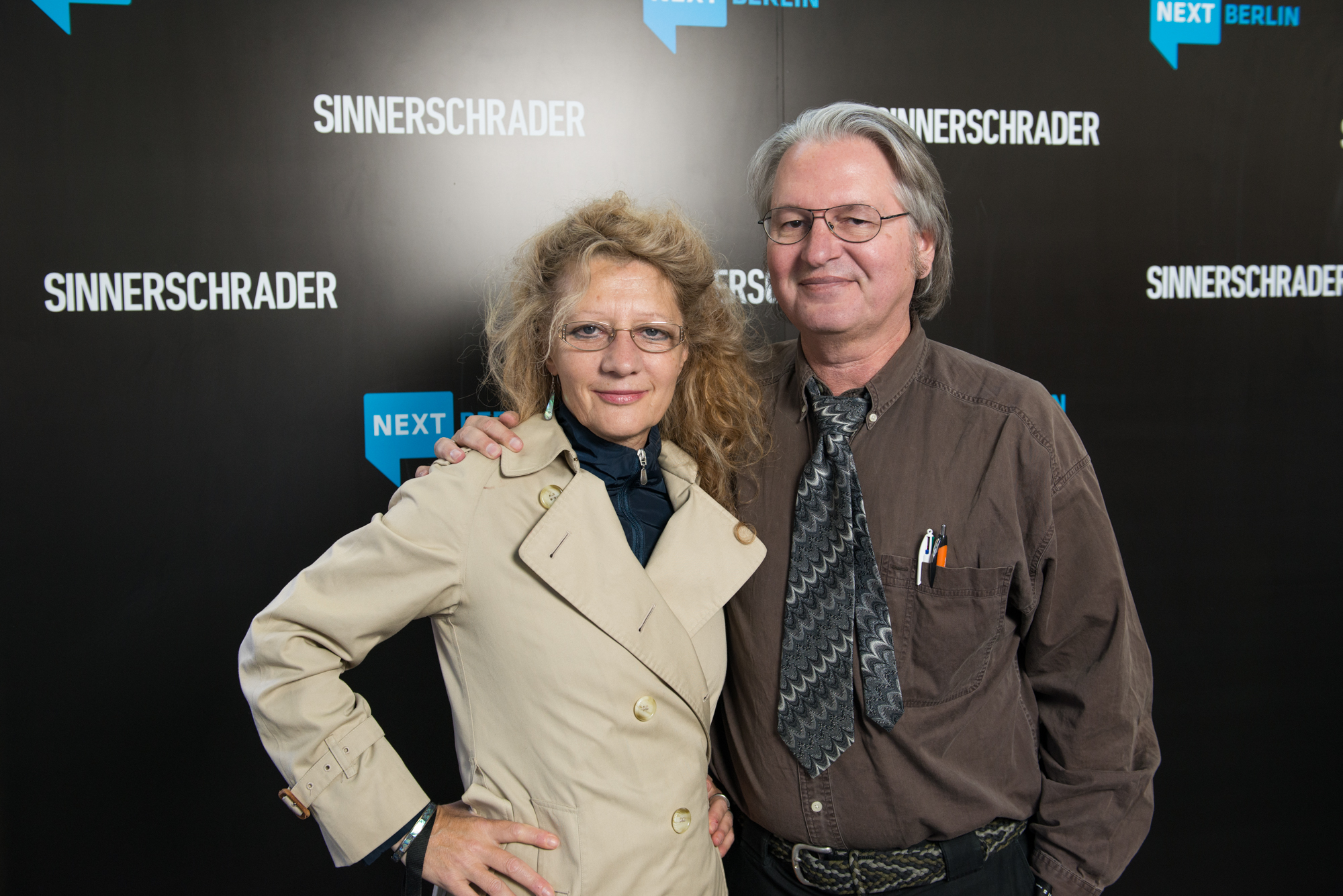
Bruce Sterling wraz z żoną (2013)

Bruce Michael Sterling (ur. 14 kwietnia 1954) – amerykański pisarz science-fiction, a ściślej gatunku nazwanego cyberpunkiem. Tegoż nurtu teoretyk jako autor manifestu cyberpunku, zamieszczonego we wstępie do pierwszej antologii opowiadań cyberpunkowych Mirrorshades, gdzie odwoływał się m.in. do teorii znanego futurologa Alvina Tofflera.

## Życiorys
Urodził się w Brownsville, w stanie Teksas. Od wczesnej młodości podróżował po świecie, ale najmocniej związany jest z miastem Austin w Teksasie. W tym też mieście studiował dziennikarstwo na University of Texas. W dzieciństwie spędził kilka lat w Indiach. Do tej pory jest znawcą i miłośnikiem kina indyjskiego i produkcji z Bollywood. Wielokrotnie wypowiadał się krytycznie na temat związków indyjskiego przemysłu filmowego ze światem przestępczym. 
W latach 70. XX w. zaangażował się w działania grupy „Turkey City Writer’s Workshop”, skupiającej pisarzy i fanów science-fiction. Pierwsze opowiadanie – “Man-made self” – opublikował w 1976 r. W roku następnym ukazała się jego powieść Involution Ocean.
W 2005 roku poślubił Jasminę Tesanović, serbską aktywistkę feministyczną, pisarkę i reżyserkę. Od tamtej pory dzieli swój czas pomiędzy Belgrad, Austin i wiele innych miejsc na świecie. Od 2007 r. mieszka w Turynie.

## Twórczość
Jako pisarz zdobył sławę serią opowiadań, których akcja toczy się w świecie „kształcerzy i mechanistów” („The Shaper/Mechanist universe”). W świecie tym cywilizacja zasiedlająca Układ Słoneczny rozbita jest na dwa obozy: „kształcerze” opierają się na inżynierii genetycznej i manipulacji psychiką, podczas gdy „mechaniści” stawiają na cyborgizację i rozwój technik komputerowych. Do serii zalicza się również Schismatrix, jedna z najbardziej znanych powieści tego pisarza, która była nominowana w 1985 r. do Nagrody Nebula, przegrywając jednak z powieścią Gra Endera.
Bruce Sterling jest współtwórcą i głównym teoretykiem nurtu cyberpunk w literaturze science fiction. Jego zaangażowanie i elokwencja w promowaniu cyberpunku, emocjonalne podejście do “ideologicznej osi” nowego nurtu i natchnione wizjonerstwo spowodowało, że koledzy po piórze mówili o nim, przez analogię do Mao Zedonga: „Przewodniczący Bruce”.
W latach 1983–1986 pod pseudonimem Vincent Omniaveritas redagował autorski fanzin „Cheap Truth”. Periodyk ten kopiowany był na powielaczu i rozpowszechniany za darmo. Jego łamy wypełniały głównie recenzje książek i czasopism, oraz felietony na temat literatury SF i środowiska jej fanów. Czasopismo utrzymane było głównie w tonie humorystycznym. Ostatni, nienumerowany numer (wydany około listopada 1986 r.) obwieszcza nawet, że Vincent Omniaveritas został zastrzelony w ataku na redakcje, dokonanym przez przeciwników z kręgu renomowanych pism fantastycznych
W 1986 roku ukazał się zbiór opowiadań Mirrorshades pod jego redakcją, który został uznany za kanoniczne dzieło literatury cyberpunk. W 1988 r. pisarz opublikował cyberpunkową powieść Islands in the net. Roger Zelazny uznał tę książkę za satyrę na naiwny optymizm entuzjastów nowych technologii i przyrównał główną bohaterkę do wolterowskiego Kandyda. Powieść została nagrodzona Nagrodą Campbella.
W 1990 r. wspólnie z Williamem Gibsonem napisał powieść Maszyna różnicowa. Książka ta stała się jedną z najpopularniejszych powieści z gatunku steampunk, przyczyniając się do spopularyzowania tego nurtu. W 1991 r. nominowana była do Nagrody Nebula. Późniejsze opowiadania Sterlinga – Bicycle Repairman i Taklamakan – zostały nagrodzone Nagrodami Hugo.
W 1992 r. opublikował książkę The Hacker Crackdown: Law and Disorder on the Electronic Frontier, która dokumentuje nadzieje i zagrożenia związane z cyberprzestrzenią oraz barwny świat subkultury hakerów z początku lat 90. W 1994 roku książka została udostępniona przez autora do darmowego rozpowszechniania w Internecie. Sterling od lat regularnie publikuje felietony w „Wired”, miesięczniku zajmującym się głównie badaniem oddziaływania nowych technologii na kulturę, ekonomię i politykę.
Pisarz zainicjował projekt internetowej bazy danych na temat dawnych środków przekazu – „The Dead Media Project”. Jego intencją było przedstawienie wynalazków, które w najróżniejszy sposób zmieniały ludzkie życie, a potem znikały niemal bez śladu, ustępując miejsca nowocześniejszym urządzeniom. W wyniku współpracy wielu internautów powstało internetowe „muzeum”, skupiające informacje na temat takich środków przekazu jak: pismo kipu, poczta gołębia, dagerotyp, maszyna do pisania, telegraf, a nawet dzwonek hotelowy.
Zainteresowanie problemami środowiska naturalnego skłoniły Sterlinga do innej, niezwykłej inicjatywy: w 1998 r. powołał do życia ruch estetyczny o nazwie „Viridian Design”. Ruch ten skupia projektantów, artystów i amatorów, tworzących wzornictwo użytkowe skoncentrowane wokół idei ochrony środowiska. Sama nazwa “viridian” oznacza zieleń szmaragdową, odcień koloru zielonego, który zdaniem Sterlinga wygląda „elektrycznie i nienaturalnie”. Twórcy wirydiańscy, w tym sam Sterling, blisko współpracują z ruchem ekologistycznym, skupionym przede wszystkim wokół portalu WorldChanging. Bruce jest autorem wstępu do książki pt. WorldChanging: A User’s Guide for the 21th century.

## Dzieła

### Powieści
- Involution Ocean (1977)
- The Artificial Kid (1980)
- Schismatrix (1985, wyd. pol. Wydawnictwo Mag 2000)
- Islands in the Net (1988)
- Maszyna różnicowa (The Difference Engine 1990, wspólnie z Williamem Gibsonem, wyd. pol. Wydawnictwo Mag 1997)
- Heavy Weather (1994)
- Święty płomień (Holy Fire 1996, wyd. pol. Wydawnictwo Mag 1997)
- Distraction (1998)
- Zeitgeist (2000)
- The Zenith Angle (2004)
- The Caryatids (2009)
- Love Is Strange (2012)
- Pirate Utopia (2016)

### Zbiory opowiadań
- Crystal Express (1989)
- Globalhead (1992)
- A Good Old-fashioned Future (1999)
- Visionary in Residence (2006)
- Ascendencies: The Best of Bruce Sterling  (2007)
- Gothic High-Tech  (2012)
- Transreal Cyberpunk (2016, współaut.  Rudy Rucker)
- Robot Artists & Black Swans: The Italian Fantascienza Stories (2021)

### Inne książki
- Mirrorshades: A Cyberpunk Anthology (1986) – antologia opowiadań pod redakcją Sterlinga
- The Hacker Crackdown: Law and Disorder on the Electronic Frontier (1992) – tekst książki dostępny za pośrednictwem Project Gutenberg
- Tomorrow Now: Envisioning the next fifty years (2002)
- Shaping Things (mediaworks pamphlets) (2005)
- Worldchanging: A User’s Guide for the 21st Century – wstęp do książki